# عبد الوهاب آشي
عبد الوهاب إبراهيم آشي صحفي وشاعر سعودي، ولد في مكة عام 1905م، وهو من رواد الصحافة والأدب في السعودية، وعلامة في علوم الدين واللغة، وهو أول رئيس تحرير لصحيفة البلاد (صوت الحجاز سابقاً)، وهو أحد مؤسسي نادي مكة الأدبي، ومن المشاركين في مؤتمر الأدباء السعوديين الأول، الذي عُقد في مكة عام 1974م، شغل مناصب مختلفة حكومية وغير حكومية كعمله مديراً عاماً لوزارة المالية، ومراقباً عاماً لبنك الأهلي التجاري، له عدد كبير من المقالات المنشورة في الصحف السعودية، وقد نُشر اليسير منها في كتاب (أدب الحجاز) لمحمد سرور الصبان أحد رواد الأدب في مكة، توفي عبد الوهاب عام 1985م، ونشرت أعماله الكاملة في كتاب مستقل أُصدر عام 2005م، فيما صدر له أيضاً ديوان آخر بعنوان (شوق وشوق)، ضمن جهود ابنه أحمد شوقي آشي لجمع ونشر آثاره الكاملة.

## نبذة عنه
ولد في مكة المكرمة سنة 1905م، ودرس في مدرسة الفلاح، وبعد تخرجه عُيّن معلماً في المدرسة الفخرية بمكة، ثم عمل في مدرسة الفلاح حتى عام 1928م، تنقل بعدها بين عدد من الوظائف، فعمل مساعداً لرئيس المحاسبات العمومية في وزارة المالية، ثم مديراً للتحرير ورئيساً لديوان المحاسبة، ثم مفتشاً عاماً ثم مديراً للوزارة، كما عمل كمراقباً عاماً في بنك الأهلي التجاري، وكان أول رئيس تحرير لصحيفة البلاد، إذ شغل المنصب عام 1932م.
كان مولعاً بقراءة الشعر، وبدأ بتنظيم القصائد في عمر مبكر، وترجع أوائل قصائده إلى نحو عام 1921م، وتمتاز قصائده بكونها تتبع طريقة النظم في العصر المملوكي والعثماني، أي على نحو المقطعات، المشطرات، الرباعيات، المخمسات، المشجرات، والمطرزات، وتميل عادةً إلى النزعة العاطفية، وكان له اسم مستعار هو (ابن حمّاد) وقع به بعض ما نشره له في الصحف.

## مؤلفاته
- ديوان شوق ومشوق (1982).
- الأعمال الكاملة (2005).

## مكتبته
أسس مكتبته في منزله قرب المسجد الحرام بمكة المكرمة، وكانت تحتوي عند وفاته على ثمانية عشر مجلداً من الكتب المخطوطة الأصلية البالغ عددها 1140 كتاباً مطبوعاً في مختلف العلوم الإسلامية واللغة العربية، وفيها مجموعة من الدوريات القديمة، وخاصةً التي كانت تصدر في مكة المكرمة في مطلع القرن الرابع عشر الهجري، وقد بلغ مجموع الدوريات العربية مائة وخمسة مجلدات، وعندما توفي قام ورثته بإهداء المكتبة إلى المكتبة المركزية بجامعة أم القرى بمكة المكرمة، وذلك في بداية العقد التاسع من القرن الرابع عشر الهجري، وقامت عمادة شؤون المكتبات بالجامعة بتنظيم المكتبة ووضع سجل خاص بها، ووضعها في قسم المكتبات الخاصة.

## انظر ايضاً
- المكتبات
- مكة المكرمة

## وصلات خارجية
- عبد الوهاب آشي شيخ الأدباء.